# Vazdazeleni šimšir
Vazdazeleni šimšir (šimšir pitomi, zelenika, lat. Buxus sempervirens), biljna vrsta u rodu šimšira. Otrovni je zimzeleni grm ili manje stablo koje može narasti do 4 metra visine.
Svi dijelovi biljke su otrovni (buksin, parabuksin i buksidin), ali se njegovo izrazito tvrdo i teško drvo koristi za gradnju glazbenih instrumenata i namještaja.
Naziv vrste sempervirens znači zimzelen.

## Otrovnost i ljekovitost
Šimširovina je otrovna u svim dijelovima; sadrži oko 70 alkaloida, uključujući ciklobuksin D. Listovi i kora imaju ukupni sadržaj alkaloida od oko tri posto.
Koristila se u davnim vremenima protiv kašlja, bolesti želuca i crijeva i protiv povratne groznice, poput malarije. Kao lijek protiv malarije kaže se da je šimširovina usporediva s kininom. Danas se šimširovina rijetko koristi kao ljekovita biljka zbog svoje toksičnosti, jer je doziranje problematično. Predoziranje dovodi do povraćanja i grčeva do smrti.

## Galerija
- B. sempervirens, Niš
- B. sempervirens, Katalonija
- B. sempervirens
- B. sempervirens
- B. sempervirens, plod
- B. sempervirens, cvjetovi